# ハワイ・スーパーフェリー
ハワイ・スーパーフェリー（Hawaii Superferry）は、ハワイ諸島で運航されていたフェリーおよびその運航会社。高速双胴船でオアフ島のホノルル港とマウイ島のカフルイ港の間を結び、旅客と車両を輸送していた。

## 概要

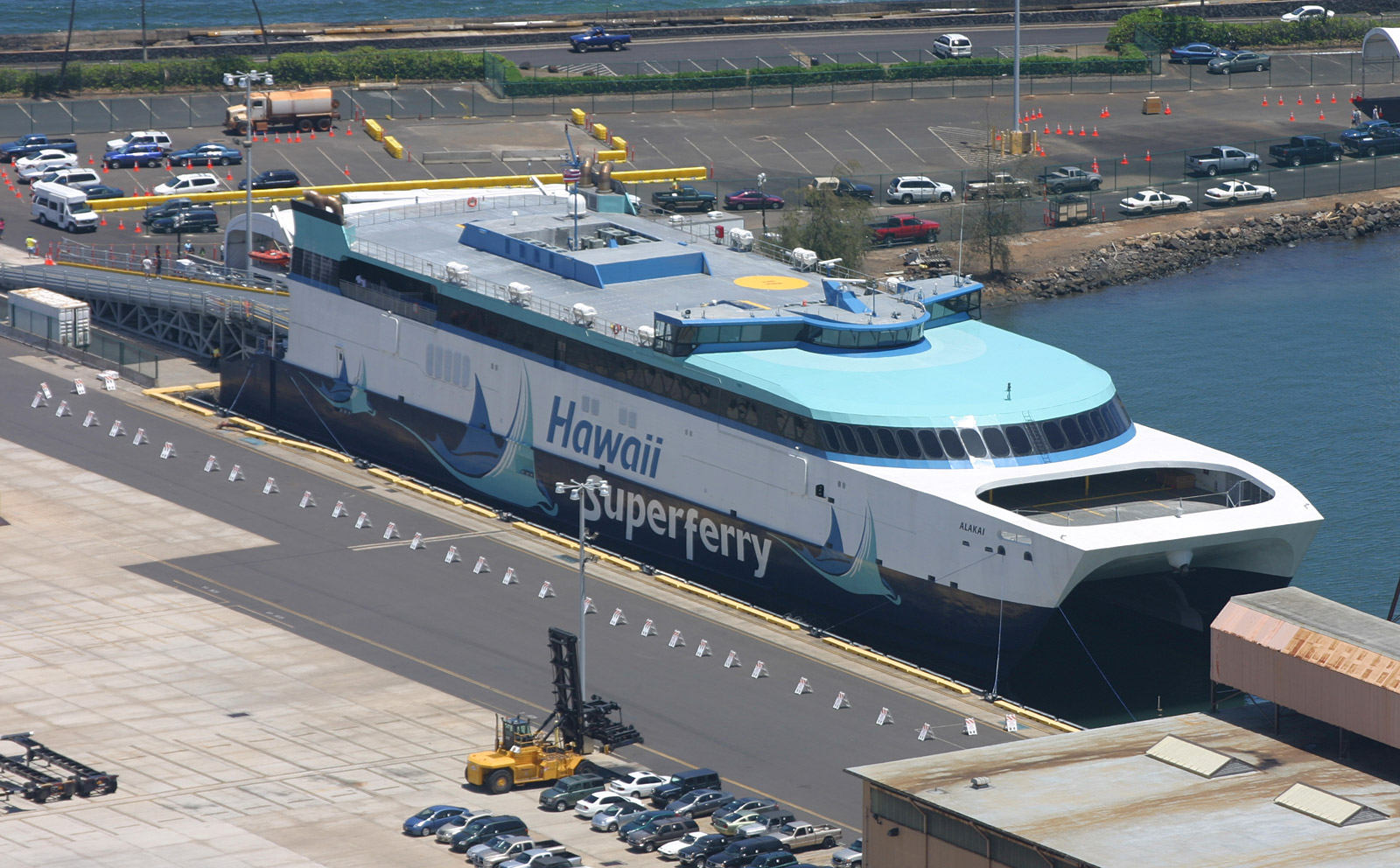
カウアイ島ナヴィリヴィリ港に停泊するアラカイ

航路開設の際の環境影響評価報告の法律上の問題と、マウイ島とカウアイ島の居住者からの抗議により、就航が一時的に延期されたが、オアフ島とマウイ島の間で2007年12月から運航を開始した。同社はカウアイ島のナヴィリヴィリ港への航路開設を希望しており、さらにハワイ島のカワイハエ港にも就航する予定だった。
環境保護団体により環境影響評価報告の問題に関して運航を差し止める訴訟が提起され、ハワイ最高裁判所は新たに完全な環境影響評価報告を要求せずに、スーパーフェリーの運航を認めているハワイ州法がアメリカ合衆国憲法に反すると決定したため、2009年3月に運航は停止された。運航を妨げているこれらの行動の結果として、同社は倒産した。
2009年7月2日にデラウェア破産裁判所は、同社の保有する2隻の高速双胴船であるアラカイとフアカイを手放すことを認めたため、運航が再開される可能性が消滅した
。2隻は2010年に連邦海事局が購入したが、さらにアメリカ海軍が連邦海事局から2隻を買い取ることに関心を表した
。アラカイは、モービルからノーフォークへ移動し、フアカイは、モービルのオースタルUSAの造船所でドックに入った。2隻はその後、アメリカ海軍が建造時の価格の1億8000万ドルに比べて大幅に安い2500万ドルで購入した。

## 船舶

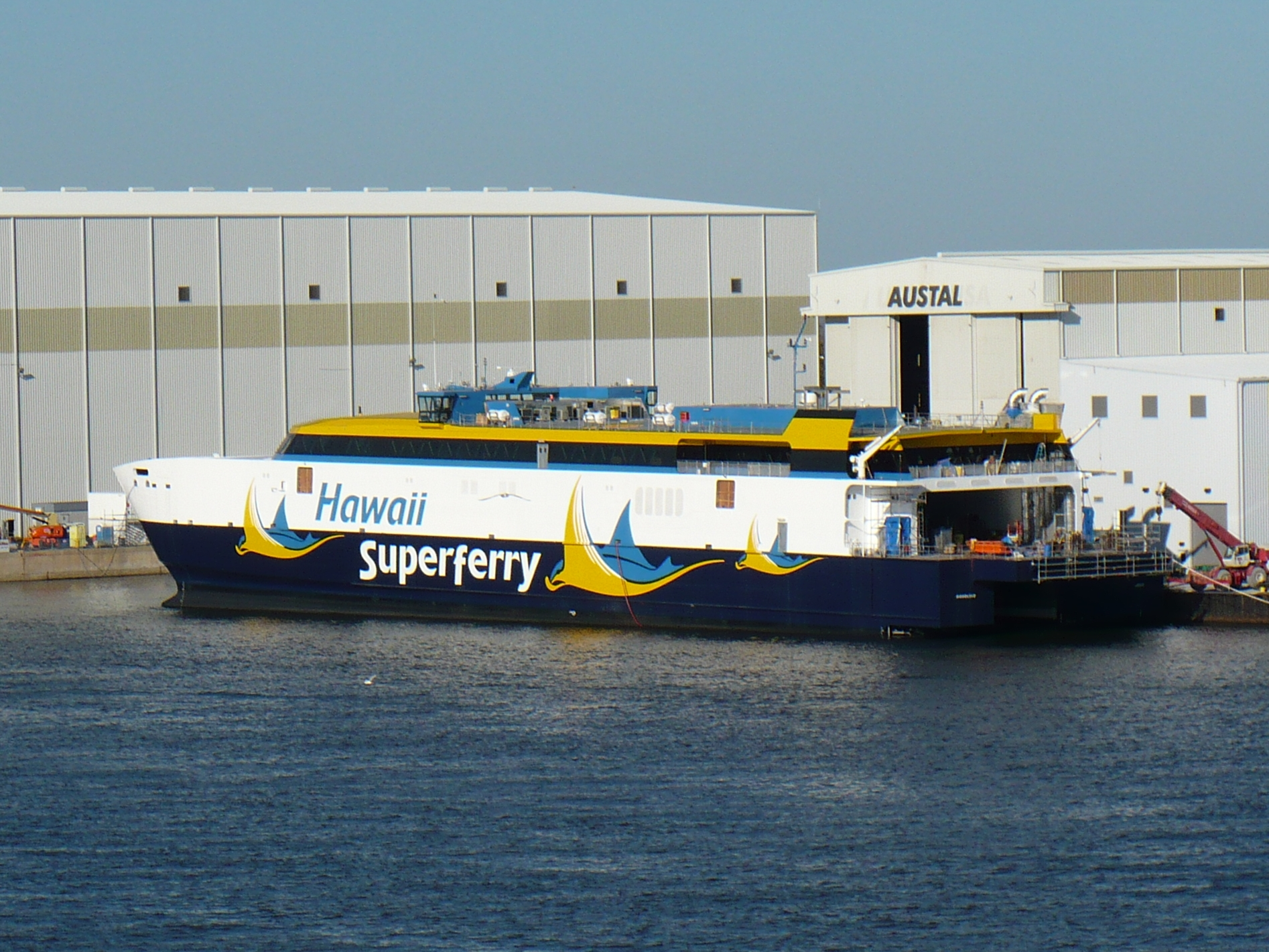
オースタルUSAに係船中のフアカイ

世界最大の高速フェリーメーカーであるオースタル社のアルミニウム製高速双胴船を使用して運航していた。最大で866人の乗客と282台の乗用車を輸送可能で、MTUフリードリヒスハーフェン製の超低硫黄ディーゼルエンジンとウォータージェット推進を採用しており、環境に配慮し海洋哺乳類への影響を最小であると、同社は主張していた。
オースタルUSAにより、2隻がアメリカ国内で設計および建造された。1隻目のアラカイ（Alakai）は、2007年6月30日にホノルル港に到着した。2隻目のフアカイ（Huakai）は2009年に完成予定だったが、裁判所の判決により運航が停止されたため、就航しなかった。2隻はアメリカ海軍へ売却され、高速輸送艦グアム (HST-1)、プエルトリコ (HST-2)として運用されている。